# ایزیدور مانکوفسکی
ایزیدور مانکوفسکی (انگلیسی: Isidore Mankofsky؛ (زادهٔ ۲۲ سپتامبر ۱۹۳۱ – درگذشتهٔ ۱۱ مارس ۲۰۲۱) فیلم‌بردار اهل ایالات متحده آمریکا بود.
وی فیلم‌بردار فیلم‌هایی همچون خواننده جاز بود، مانکوفسکی سازنده بیش از فیلم آموزشی برای دانشنامه بریتانیکا بوده‌است.